# Gradac (Raška)
Gradac (Servisch cyrillisch Градац) is een plaats in de Servische gemeente  Raška. De plaats telt 368 inwoners (2002).

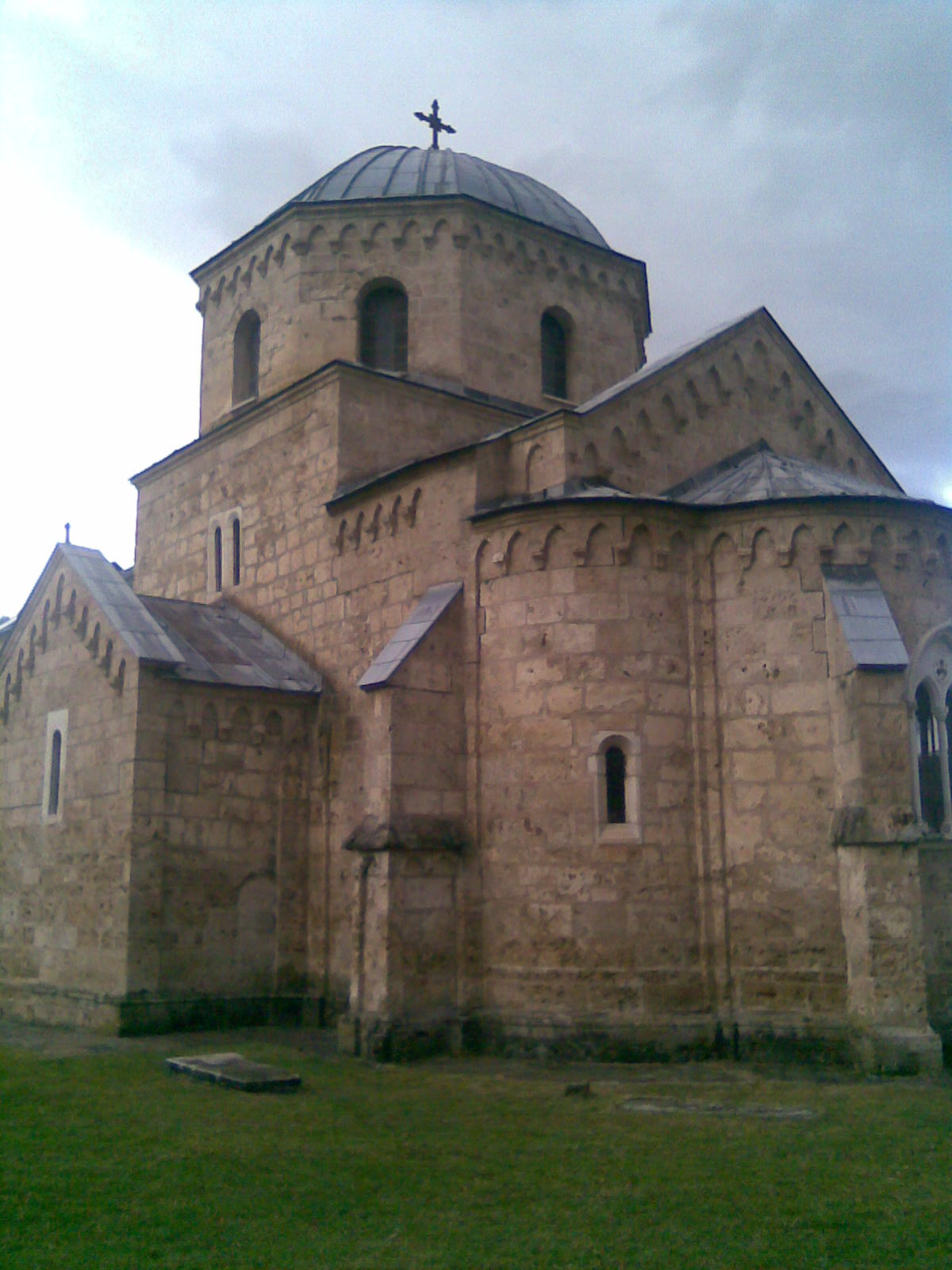
Klooster